# شاطئ الكتف
شاطئ الكتف (بالفرنسية: Plage El Ketf)‏، هو شاطئ يقع في مدينة بنقردان، 
بجابب ميناء بنقردان - الكتف على يسار الطريق الوطنية رقم 1 الرابطة بين بنقردان و رأس جدير ويبعد 20 كلم تقريباً على مركز مدينة بنقردان.

## مقالات ذات صلة
- شاطئ مرسى القصيبة
- شاطئ بوقرنين
- شاطئ جنيّح
- شاطئ الصٌلب

## وصلات خارجية
- الموقع الرسمي.